# Phons Dusch
Alphons Maria Willem Johannes (Phons) Dusch (Zutphen, 13 juli 1895 – Rotterdam, 17 december 1973) was een Nederlands dirigent, pianist en componist.

## Leven en werk

### Jeugd en opleiding
Dusch is zoon van organist Michael Joseph Dusch en Elisabeth Christina Maria Kronenburg. In 1937 werd Phons Dusch door de Franse regering onderscheiden met de Officier de L'Instruction Publique. In 1962 volgde een Penning van de Leuve van de Rotterdamse Kunststichting. In maart 1969 ontving hij van de Franse Academie voor kunsten en wetenschappen een robijnen medaille. Even later in 1969 werd hij tijdens zijn afscheid bij Excelsior genoemde tot ridder in de Orde van Oranje Nassau. Hij was ridder in de Officier d'Académie (Frans) en officier in de Orde van Vasa (Zweden). Hij bracht zijn laatste levensjaren door aan de Mariniersweg te Rotterdam. Hij werd in stilte gecremeerd.
Hij kreeg zijn eerste muziekopleiding van zijn vader, organist te Zutphen. Daarna volgde onder andere het Gregoriushaus (Conservatorium van Aken). Hij kreeg ook lessen van Julius Röntgen. Hij bracht de jaren 1913 en 1914 in de Verenigde Staten door, hij gaf er (al) les aan het Held-conservatorium, was er organist en was operarepetitor. Hij keerde voor vakantie terug, maar moest meteen aan zijn dienstplicht voldoen; de Eerste Wereldoorlog teisterde de wereld, hij kon dus niet terug, maar kon vanuit de kazerne te Amersfoort wel lessen volgen bij Evert Cornelis en Johan Wagenaar.  

### Werk
Hij ging lesgeven aan het Rotterdams Conservatorium en de voorganger van het Brabants Conservatorium (Tilburg) en de Nederlandse Academie voor kerkmuziek te Utrecht. Hij zocht toch ook nog opleiding bij Carl Friedberg (Duitsland) en Robert Casadesus (Parijs). Daarnaast verzorgde hij concerten met bijvoorbeeld Berthe Seroen, Aaltje Noordewier-Reddingius etc. Hij was voorts jaren lang dirigent van de Rotterdamse Oratoriumvereniging Excelsior (hij was daarin opvolger van Bernard Diamant) en was menig keer solist in concerten gegeven door het Rotterdams Philharmonisch Orkest onder leiding van Eduard Flipse (jaren 30). 
Tijdens de oorlogsjaren was hij docent piano aan de kerkmuziekschool aan de Plompetorengracht in Utrecht waar Wouter Paap en Hendrik Andriessen ook doceerden en Pater Huigens directeur was. 
Zijn muzikale smaak bracht ook modernere werken op de lessenaar dan de Mattheuspassion van Johann Sebastian Bach. Zo leidde hij ook wel de Carmina Burana van Carl Orff, verzorgde de wereldpremière van Psaume du fond de l’Abime van Lili Boulanger, dirigeerde L’apocalypse selon Saint Jean van Jean Françaix en L’an mille van Gabriel Pierné.  
Hij was muziekleraar van onder andere Dirk Jansz. Zwart, Jan Masséus en Anton P. van Deursen, Louis Toebosch en Herman Strategier.

## Werken
Van zijn hand verscheen een sonate voor viool en piano, vier sonates voor cello en piano, een strijkkwartet, een mis voor koor en orgel, een hymne voor viool en piano alsmede Jeux fantasques voor piano.
- International Standard Name Identifier: 0000 0003 9575 320X
- Nederlandse Thesaurus van Auteursnamen: 168703211
- Virtual International Authority File: 290590639
- WorldCat: E39PBJxCvq9JDfYkCC9p3RMkjC